# Kastellet i Pattijoki

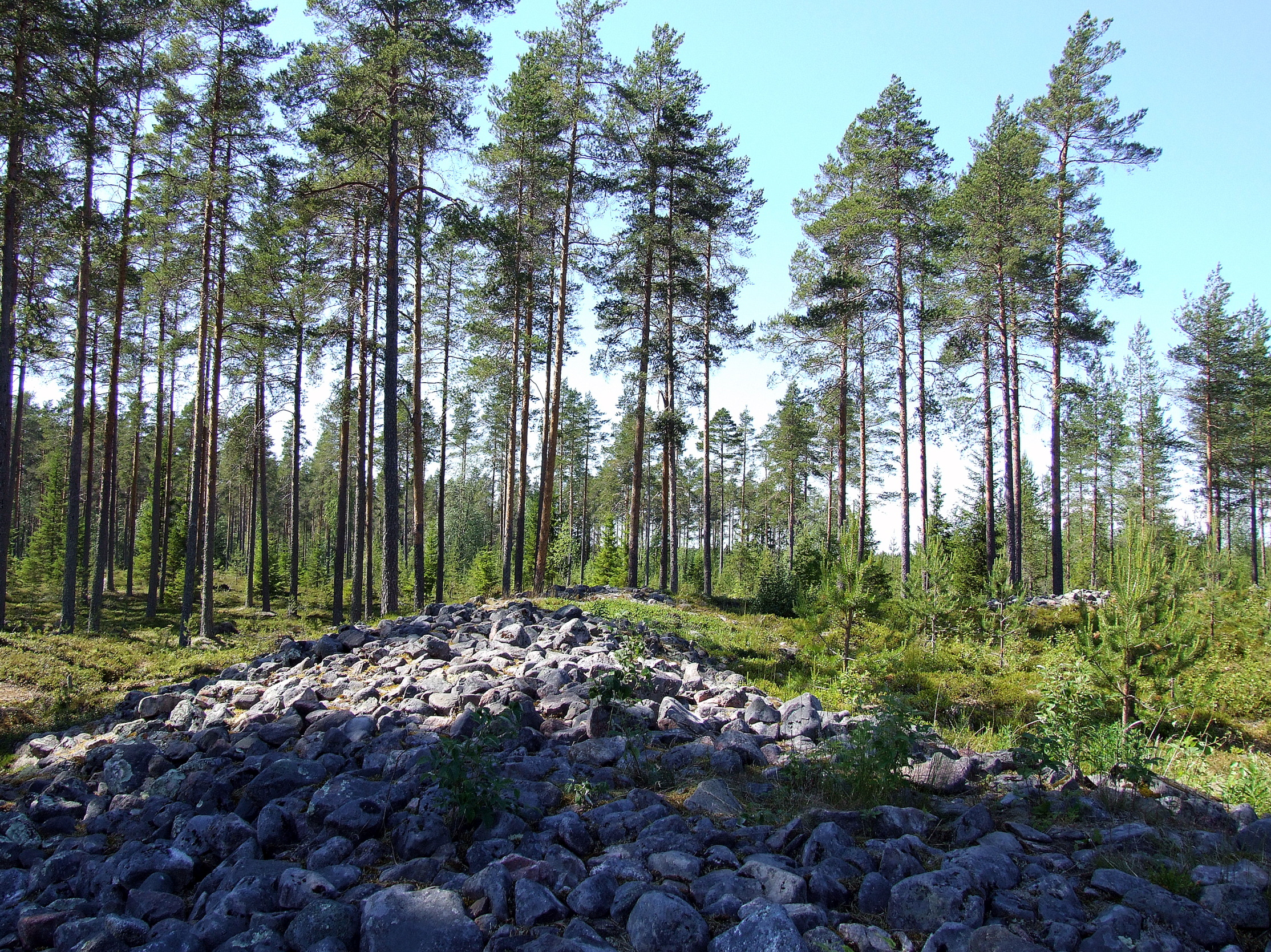
Kastellet i Pattijoki, 2009

Kastellet i Pattijoki (finska: finska: Kastelli Jätinkirkko, "Jättekyrkan Kastellet", ibland kallad "Linnakankaan jätinkirkko", Kastellmons jättekyrka), är en så kallad jättekyrka som utgörs av ett rektangulärt stenhus från stenåldern som ligger i Norra Österbotten, omkring 60 kilometer sydväst om Uleåborg.
Kastellet i Pattijoki är ett viktigt fornminne i Finland. Kastelli fornlämningsområde är på Finlands förslagslista som ett världsarv Carl Robert Ehrström och Wallenius gjorde utgrävningar här redan 1854–1855.. Efter detta publicerade Johan Calamnius (1838–1891) en egen undersökning i tidskriften "Muinais-tiedustuksia Pohjanmeriltä". Calamnius beskrev läget noga och hade också lagt märke till de närbelägna klipporna och andra lämningar.
Det fästningsliknande verket ligger på krönet av en moränås och mäter 62 gånger 36 meter. Fästningsmuren, som i sitt nuvarande skick är två meter hög, har sex portar som omges av stenrösen med en diameter på uppemot fyra meter och en höjd på knappt en meter. Det är sannolikt att byggnaden användes i samband med säljakt på vårisarna. I närheten finns fångstgropar och stenrösen som tros vara lämningar av förvaringsgropar för dödade sälar. Anläggningen av Kastelli har daterats till omkring 2700-2200 före Kristus, likt de flesta andra jättekyrkor i Norra Österbotten. Då låg havet 45-55 meter över nuvarande havsnivå. I dag ligger fornlämningen 57 meter över havet medan de omgivande kärrmarkerna till största delen ligger under 50 meter över havsnivån.
Byggnadstypen finns endast i Bottenvikens kustområden. Det finns omkring 30 kända sådana, varav Kastellet i Pattijoki är den största.

## Förslag till världsarv
År 1990 blev Kastellis jättekyrka uppsatt på Finlands lista över förslag till världsarv den så kallade "tentativa listan".